# Canolo
Cànolo [ˈkaːnolo] (Cànalo in dialetto greco-calabro, Cànalu in calabrese) è un comune italiano di 679 abitanti della città metropolitana di Reggio Calabria in Calabria.

## Geografia fisica
Canolo si trova sui contraforti orientali dell'Aspromonte, sui Dossoni della Melia, dai quali domina la locride. Il paese è situato al centro di due canyon scavati nella roccia dalle fiumare Novito e Pachina. Il monte Mutolo domina l'abitato con le sue caratteristiche vette dette “Dolomiti del sud” per le loro forme. L'abitato di Canolo Nuova, a 890 metri sul livello del mare, nato come conseguenza dell'instabilita' geoologica del vecchio centro, si trova invece sui piani della Melia al centro dell'omonimo altopiano.
- Classificazione climatica zona D.

## Origini del nome
Il nome Canolo proviene dal greco κάναλος (canale o fonte; in latino canalis). Sono ricorrenti tra il popolo anche le forme dialettali «Canalo», «Canalu», «Canulu».

## Storia

### Origine storica
Secondo l'ipotesi storicamente più accettata la fondazione deve essere collocata ai tempi delle invasioni saracene. Tra i secoli VII e IX la Calabria fu fatta oggetto da parte degli arabi di dure invasioni che non sfociarono però in una occupazione duratura (come in Sicilia) ma si limitarono a scorrerie e depredazioni. Nel 952 gli arabi attaccarono la città di Gerace e costrinsero gran parte della popolazione a rifugiarsi nelle zone più interne: è ipotizzabile che fu proprio in questa occasione che prese vita il primo nucleo abitativo di Canolo.

### Passaggi feudali ed elevazione a comune

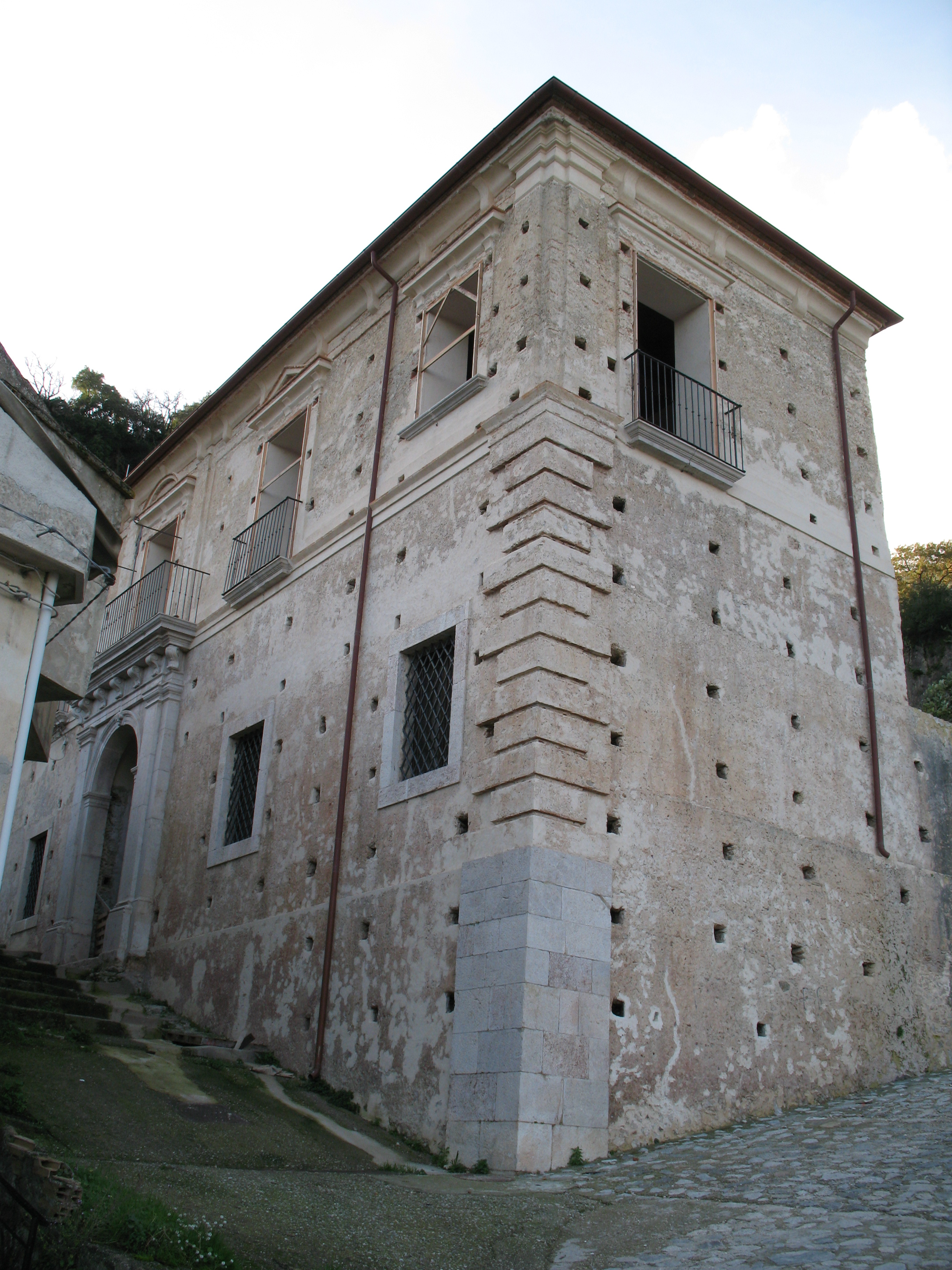
Palazzo De Agostino

Per quanto riguarda la situazione feudale ed amministrativa Canolo fece parte per lungo tempo del principato di Gerace, ne fu casale e seguì la sorte che fu comune a tutti i piccoli territori e villaggi, cioè passò di mano in mano nelle compravendite, nelle guerre e nei giochi dei potenti, così appartenne ai vari rami dell'autorevole famiglia dei Caracciolo, poi fu di Alberico da Barbiano, passò agli Aragonesi, in seguito andò in mano a Stuart d'Aubugny e successivamente in quelle del Gran Capitano Consalvo di Cordova, successivamente appartenne alla famiglia De Marinis e poi, infine, ai Grimaldi.
Nel 1783 fu colpito dal terremoto. Intorno al 1797 aveva 1 570 abitanti e vi si praticava l'allevamento dei bachi da seta.
Il 19 gennaio 1807 Giuseppe Bonaparte emanò un provvedimento amministrativo che classificò Canolo come università e con il nuovo assetto del 4 maggio 1811, ad opera di Gioacchino Murat, Canolo divenne comune con aggregata la frazione di Agnana. Tale assetto fu confermato da Ferdinando IV Borbone il 26 agosto 1816. Agnana rimase frazione di Canolo fino al 1941.

### Disboscamenti, alluvioni, terremoti

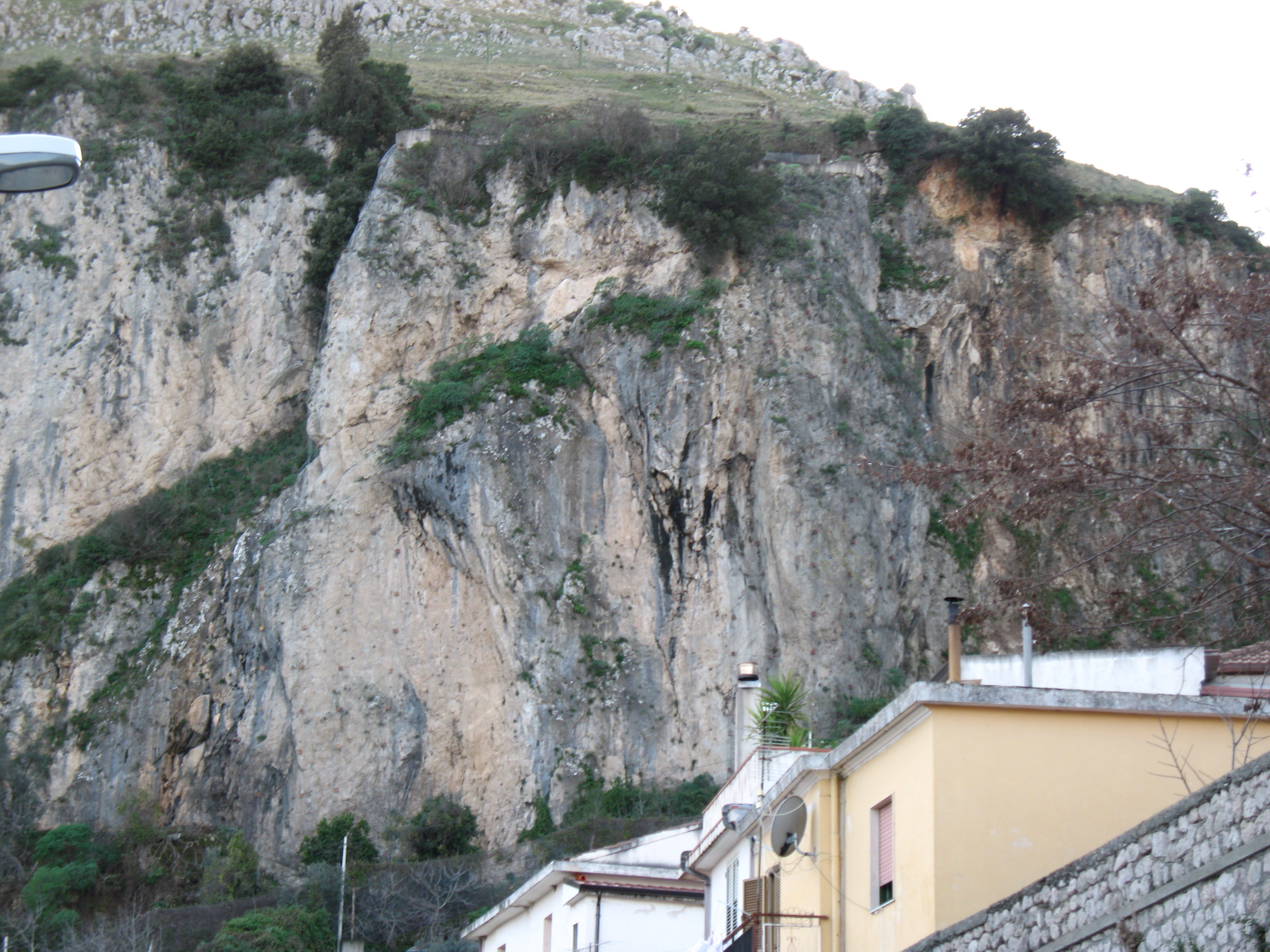
Particolare delle montagne sovrastanti Canolo

Il provvedimento del 12 agosto 1806 emanato dal governo napoleonico che rendeva i boschi di proprietà pubblica diede l'inizio ad un disboscamento sfrenato delle zone intorno a Canolo compromettendo così la già fragile stabilità geologica del paese e, nonostante nel 1810 venisse creato il corpo delle guardie forestali e l'Azienda delle Acque e delle Foreste le condizioni di Canolo erano oramai sulla via del dissesto. Numerosi disboscamenti abusivi, dove spesso venne accertata anche la responsabilità del guardaboschi, furono accertati in modo copioso ed inutili furono i provvedimenti per sconfiggere il fenomeno. Oltre ai disboscamenti la compromissione del territorio di Canolo fu dovuta ai terremoti e alle numerose alluvioni che da sempre, ripetutamente, si sono abbattute sul paese. Il sisma del 1783 Provocò a Canolo due vittime, numerosi crolli e distrusse quasi completamente la Chiesa di San Nicola, costruita esattamente trenta anni prima. Nel 1879 gli organi provinciali fecero costruire un muraglione allo scopo di contenere lo straripamento del Novito ed un cunicolo all'interno del paese allo scopo di convogliare le acque piovane evitando che arrecassero danni alle strade e alle case. La prima alluvione che spinse gli amministratori di Canolo a chiedere agli organi provinciali la dichiarazione dello stato di calamità naturale si verificò nella notte tra il 19 e il 20 ottobre 1880. Nel 1881 si verificò una nuova alluvione, dovuta a ben cinque giorni di pioggia ininterrotta (dal cinque al nove ottobre) che provocò seri danni al paese non ancora ripresosi dall'alluvione dell'anno precedente. Addirittura il muro costruito nel 1879 fu spazzato via e il cunicolo costruito per lo scolo delle acque si otturò Si dovette aspettare il 1898 per costruirne uno nuovo. Le condizioni del paese erano oramai precarie e nel 1889 furono incaricati i geometri Pietro Corrado e Fortunato La Rosa di redigere una relazione in seguito alla quale l'amministrazione chiese invano aiuti per la ricostruzione agli organi provinciali. Nel 1894 un altro terremoto distrusse completamente 12 case e incrinò pericolosamente la cupola della chiesa, costringendo le autorità a deciderne l'abbattimento. Nel 1905 si verificò un nuovo sisma e successivamente nel 1907 un nuovo evento sismico provocò altri danni. Il terremoto del 1908 distrusse completamente 25 case e di nuovo la chiesa di San Nicola. L'alluvione dell'ottobre 1951 provocò tre morti a Canolo e portò all'irrimandabile decisione, emanata con il D.M. del 2 aprile 1952, di trasferire il paese sui piani della Melia. Nacque così Canolo Nuova che divenne con il passare degli anni più popolosa di Canolo centro che rimane tuttora il centro comunale ufficiale.

### Politica

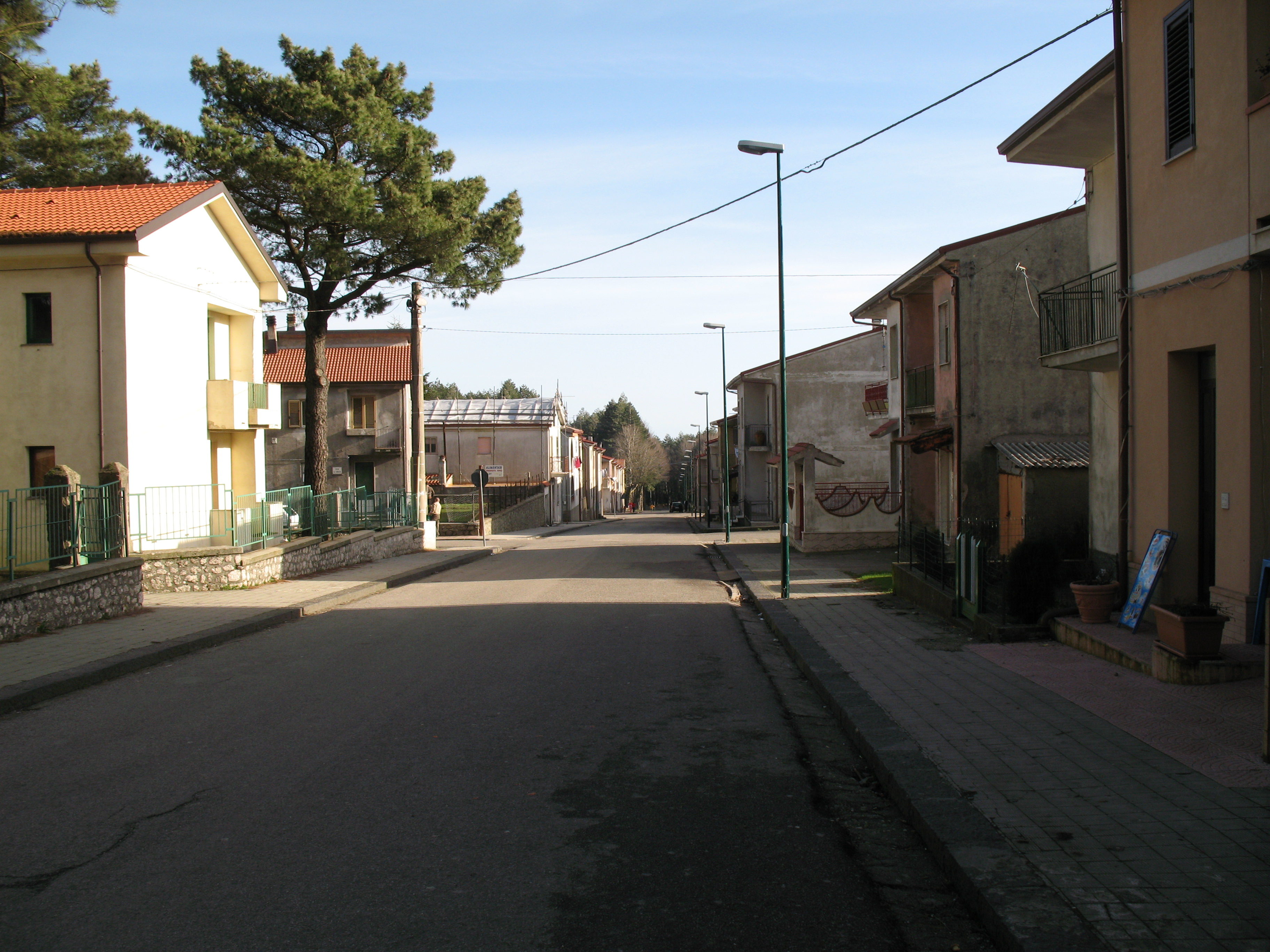
Viale Europa, il corso di Canolo Nuova

Il 4 dicembre 1886 venne ucciso Giuseppe Severino, sindaco del paese da 15 anni.
Nelle elezioni per la costituente del 1946, si ebbe una lieve supremazia della DC ma si verificarono delle polemiche in quanto molti elettori furono indotti all'errore dalla frammentarietà della sinistra che portava ad avere sulla scheda simboli simili, ad esempio falce martello e spiga in particolar modo ma anche la falce e martello sul libro ed il sole del PSIUP.
| Lista                      | Voti |
| -------------------------- | ---- |
| Partito Comunista Italiano | 302  |
| Democrazia Cristiana       | 344  |
| Campana                    | 7    |
| Spighe e bandiera          | 10   |
| Mappamondo (pace e lavoro) | 4    |
| Partito Laburista          | 9    |
| Falce martello e spiga     | 58   |
| Fiamma e stella            | 8    |
| PSIUP                      | 68   |
| Stella                     | 23   |
| Uomo Qualunque             | 31   |
| PRI                        | 18   |

Un rilievo meritano anche gli intrecci tra politica e malavita dei quali Canolo è stato protagonista. La figura più carismatica è stata quella di Nicola D'Agostino, fattosi notare nell'immediato dopoguerra per avere capeggiato i contadini di Canolo in una rivolta agraria; divenne in seguito sindaco del paese per numerose legislature, venendo poi sostituito dal figlio Domenico, nel 1975, decaduto nel 1977 e resosi latitante in seguito all'incriminazione per aver partecipato alla strage di Razzà. Tuttavia, la vera mente criminale della famiglia era stato il fratello di Domenico, Antonio, che riuscì a costruire un impero criminale presente oltre che sul basso ionio calabrese, anche a Roma Genova, Torino e Milano, e che venne ucciso a Roma nel 1976.

### Simboli
La descrizione dello stemma comunale, concesso con D.P.R. del 7 aprile 2003 insieme al gonfalone, è la seguente:
Il gonfalone è un drappo di rosso.

## Monumenti e luoghi d'interesse

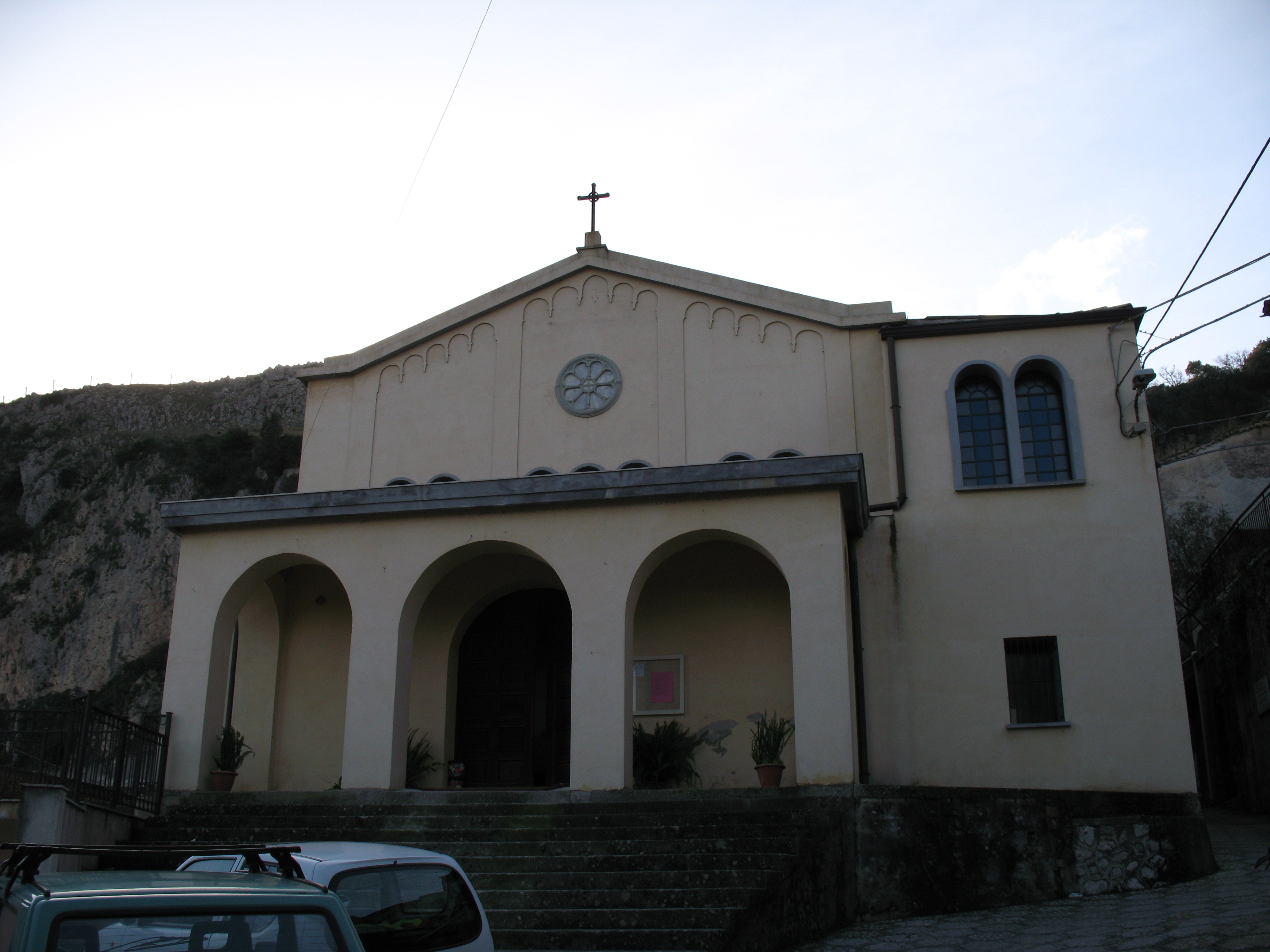
La chiesa di San Nicola di Bari

- Chiesa di San Nicola di Bari: "Eterno cantiere", emblema negli anni, delle condizioni di dissesto e pericolo che hanno sempre dominato il paese ed ancora oggi simbolo di questa situazione. Fu consacrata il 7 ottobre 1753 dal vescovo Rossi e, per concessione del vescovo Scoppa, fu elevata ad arcipretura. Già nel 1723 era stato eretto l'altare del S.S. Crocefisso, ad opera del sacerdote Paolo Fazzari di Antonimina. L'11 settembre 1777 fu installata nella cappella del S.S. Rosario la confraternita. Il 21 maggio del 1843 fu consacrato l'altare maggiore.
- Palazzo La Rosa: palazzo settecentesco situato in Canolo Centro.
- Santuario della Madonna di Prestarona: si trova nell'omonima località e risale a prima dell'anno mille.
- Palazzo De Agostino, costruzione della famiglia D'Agostino

## Società

### Evoluzione demografica
Abitanti censiti

| Anno | Abitanti | Variazione |
| ---- | -------- | ---------- |
| 1783 | 1426     |            |
| 1795 | 1570     | 144        |
| 1820 | 2000     | 430        |
| 1842 | 2262     | 262        |
| 1843 | 2286     | 24         |

### Tradizioni e folclore
La festa più importante è quella legata alla Madonna di Prestarona che si tiene la domenica successiva alla Pasqua.

## Economia

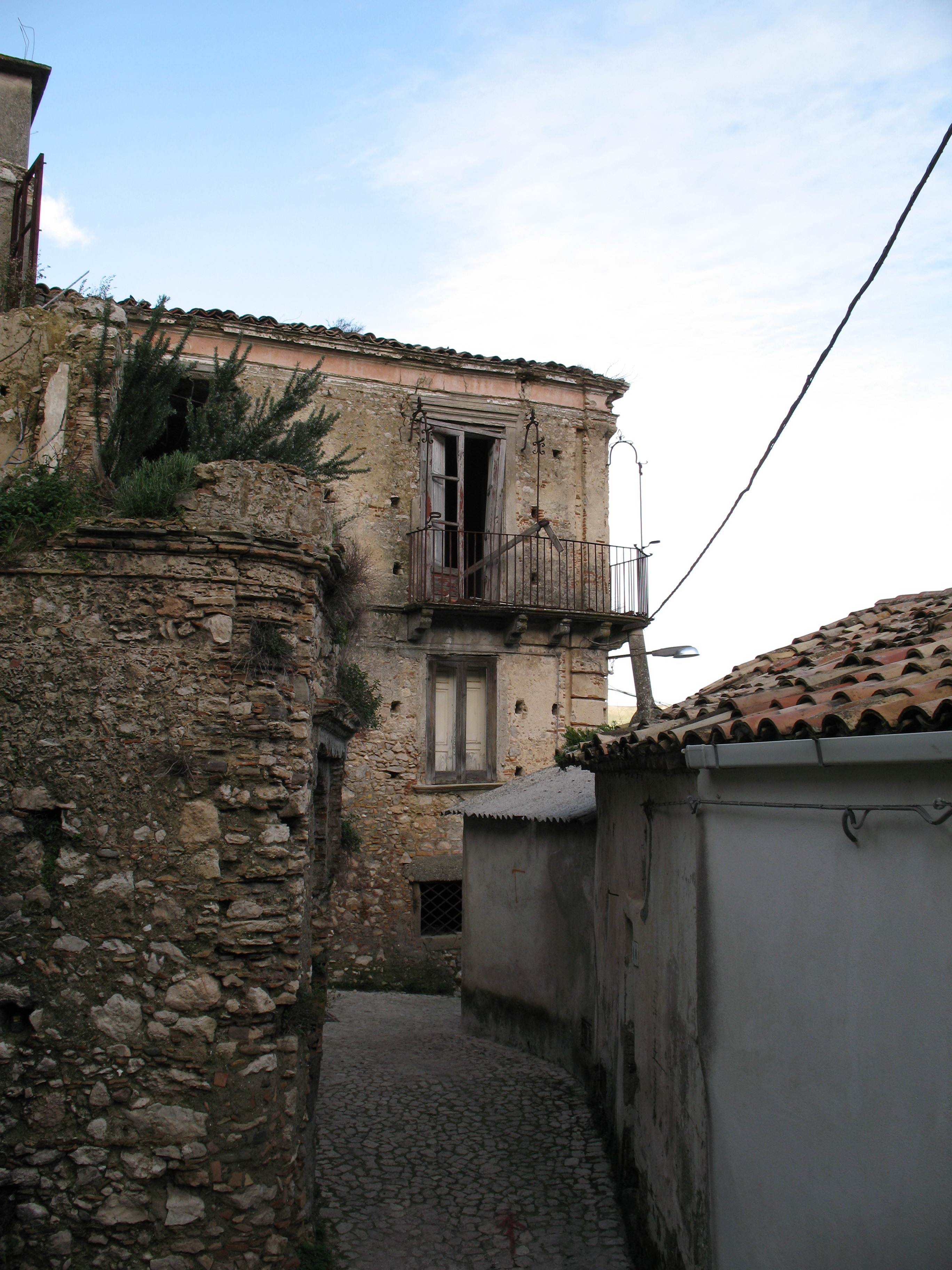
Un antico palazzo

L'economia di Canolo si basa su una produzione agricola praticata su piccola scala, per essere più precisi le viene assegnato il compito di soddisfare il fabbisogno familiare, accanto all'allevamento di animali (maiali, ovini, pollami) che vengono trasformati in prodotti caserecci. L'unica produzione industriale presente, tra l'altro di antichissima tradizione ed oggi occupante una cinquantina di persone, è quella dell'estrazione del calcare, marmo colorato, pirite ed altri prodotti utilizzabili in ambito edile. Da tempo si è ormai perso l'allevamento del baco da seta e la pratica della conceria delle pelli. Si sta tentando uno sviluppo economico attraverso la riqualificazione delle ricchezze naturalistiche presenti e stimolate dall'inserimento della zona nell'area del Parco nazionale dell'Aspromonte. Anche l'Unione europea ha inserito il paese in una zona S.I.C. (superficie di interesse comunitario) e lo ha dichiarato Zona a Protezione Speciale -Z.P.S.- (è presente tra l'altro, in località Malivindi, la torbiera più a sud d'Europa che il comune sta cercando di recuperare).

## Infrastrutture e trasporti
Canolo centro può essere raggiunto tramite la SP85 (ex SS117) Canolo–Siderno che si diparte dalla SP1 (ex SS111) Gioia Tauro-Locri presso i Piani della Melia (quatrivio di Zomaro) congiungendosi infine alla Strada statale 106 Jonica, la stessa strada attraversa anche la frazione di Canolo nuova; la SP35 San Giorgio Morgeto-Canolo nuova si immette anch'essa sulla SP85.

## Amministrazione
| Periodo        | Periodo        | Primo cittadino                                                 | Partito                         | Carica                  | Note                 |
| -------------- | -------------- | --------------------------------------------------------------- | ------------------------------- | ----------------------- | -------------------- |
| 20 giugno 1985 | 6 giugno 1990  | Giuseppe Sgambetterra                                           | Democrazia Cristiana            | Sindaco                 | [ 8 ]                |
| 6 giugno 1990  | 24 aprile 1995 | Bruno Franconeri                                                | Partito Comunista Italiano      | Sindaco                 | [ 9 ]                |
| 24 aprile 1995 | 14 giugno 1999 | Bruno Franconeri                                                | Lista civica di centro-sinistra | Sindaco                 | [ 10 ]               |
| 14 giugno 1999 | 14 giugno 2004 | Silvio Larosa                                                   | Lista civica di centro-sinistra | Sindaco                 | [ 11 ]               |
| 14 giugno 2004 | 7 giugno 2009  | Silvio Larosa                                                   | Lista civica                    | Sindaco                 | [ 12 ]               |
| 8 giugno 2009  | 26 maggio 2014 | Rosita Femia                                                    | Lista civica                    | Sindaco                 | [ 14 ]               |
| 26 maggio 2014 | 5 maggio 2017  | Rosita Femia                                                    | Lista civica                    | Sindaco                 | [ 15 ] [ 16 ]        |
| 5 maggio 2017  | 27 maggio 2019 | Umberto Pio Antonio Campini Valerio De Joannon Cosimo Facchiano |                                 | Commissari straordinari | [ 17 ] [ 18 ] [ 19 ] |
| 27 maggio 2019 | in carica      | Rosario Larosa                                                  | Lista civica                    | Sindaco                 | [ 21 ]               |

### Altre informazioni amministrative
Fa parte della Comunità Montana della Limina che ha sede a Mammola.
È compreso nel circondario di decentramento amministrativo della locride.
Il suo territorio è compreso nel Parco nazionale dell'Aspromonte.
(Edward Lear, Diari di viaggio in Calabria e nel regno di Napoli)